# 庵我村
庵我村（あんがむら）は、京都府天田郡にあった村。現在の福知山市中心部の北方、由良川の右岸にあたる。

## 地理
- 山岳：烏ヶ岳、鬼ヶ城
- 河川：由良川

## 歴史
- 1889年（明治22年）4月1日 - 町村制の施行により、猪崎村・中村・池部村・安井村・筈巻村の区域をもって発足。
- 1936年（昭和11年）10月1日 - 福知山町に編入。同日庵我村廃止。